# Pierre-Fridolin Piet-Berton de Chambelle
 (décembre 2016).
Si vous disposez d'ouvrages ou d'articles de référence ou si vous connaissez des sites web de qualité traitant du thème abordé ici, merci de compléter l'article en donnant les références utiles à sa vérifiabilité et en les liant à la section « Notes et références ».
Pierre-Fridolin Piet-Berton, seigneur de Chambelle (né le 11 mars 1757 à Niort, mort le 18 septembre 1819 à Poitiers) est un militaire, administrateur et homme de lettres français.

## Carrière
D'un père échevin de Niort, il suit ses études aux Oratoriens de sa ville natale, en même temps que son ami Louis de Fontanes. Après avoir fini son collège, Piet-Berton opte pour la carrière des armes et entre au régiment de Berry, régiment où deux de ses frères étaient déjà officiers et avaient été décoré de l'ordre de Saint-Louis.
Après quelque temps, il quitte l'armée pour rentrer au séminaire et se consacre aux lettres, composant notamment un poème religieux, Les Sages du jour, qui connut un certain succès. Il sera membre de l'Athénée de Niort.
Nommé aux fonctions de secrétaire-général du directoire du département des Deux-Sèvres nouvellement instauré, il y rédige et dirige, tout au long de l'année 1791, le journal du département. Notoirement connu comme royaliste, il échoue, le 7 septembre 1791, aux élections législatives face à Pierre Dubreuil-Chambardel.
En 1792, colonel de la garde nationale, il devient commissaire des guerres et est employé à l'armée du Nord, avant de passer commissaire-ordonnateur à l'armée de l'Ouest en avril de l'année suivante. 
Durant son administration, deux trésors furent enlevés aux républicains par les insurgés (le 5 septembre 1793, à Chantonnay, puis lors de la déroute de Châtillon, le 11 octobre suivant). Suspecté d'y avoir joué un rôle, il est en Vendée lorsqu'il apprend que le général en poste à Niort a reçu l'ordre de le faire arrêter. Chambelle rejoint alors cette ville pour se constituer volontairement prisonnier, se rendant de lui-même dans la maison d'arrêt, le 17 février 1794. Traduit devant le tribunal révolutionnaire de Rochefort, huit jours plus tard, il ne doit d'éviter la mort qu'au 9 thermidor et la chute de Robespierre.
Bonaparte fait appel à ses services comme sous-inspecteur aux revues de 1re classe, intendant des Quatre-Marches (Ukraine), puis comme commissaire des guerres en Espagne.
Sous-intendant militaire à Poitiers, il y meurt en fonctions au mois de décembre 1819. 

## Publications
- Les sages du jour, poème. 1786
- Aux habitants du Poitou. 1789
- Objurgations adressées aux corps assemblés pour nommer des députés aux États généraux.
- Discours de Piet-Berton Chambelle, membre du Directoire du Département. 1791
- Discours pour se disculper d'une accusation de mauvaise foi et de calomnie.
- Délibération du Directoire en sa séance extraordinaire du .1791
- Discours de Piet-Berton Chambelle, lieutenant-colonel de bataillon de la garde nationale, en recevant le drapeau. 1791
- Ode à la gloire des armées françaises. 1808

## Sources
- Hilaire Alexandre Briquet, « Histoire de la ville de Niort: depuis son origine jusqu'au règne de Louis-Philippe Ier, et récit des événemens les plus mémorables qui se sont passés dans les Deux-Sèvres... avec une biographie des notabilités de cette portion de la France, Volume 2 », 1832
- Bibliographie poitevine, ou, Dictionnaire des auteurs poitevins et des ouvrages publiés sur le Poitou jusqu'à la fin du XVIIIe siècle